# Tadasuni
Tadasuni ist eine italienische Gemeinde (comune) mit 126 Einwohnern (Stand 31. Dezember 2023) im Westen Sardiniens in der Provinz Oristano. Die Gemeinde liegt etwa 33,5 Kilometer nordöstlich von Oristano am Lago Omodeo, dem aufgestauten Tirso. 